# 숙중회
숙중 회(叔仲會, 기원전 501년 ~ ?)는 중국 춘추 시대의 사상가 공자의 제자로, 자는 자기(子期)이며, 노나라 또는 진(晉)나라 사람이다. 《논어》에는 등장하지 않는 인물로, 《사기》에 이름만, 《공자가어》에 일화가 기록되어 있다.

## 행적
공선(孔琁)과 나이가 비슷했으며, 어릴 때부터 붓을 잡고 공자의 일을 기록하는 한편 공선과 함께 늘 공자의 곁을 함께하였다. 맹무백(孟武伯)이 공자에게 물었다.
| “ | 이 두 사람은 모두 어린 나이인데, 어찌 장성한 사람보다도 학문이 뛰어납니까? | ” |

공자가 말하였다.
| “ | 그렇다. 조금 더 성취하고 보면 그 성품과 같게 될 것이며, 더욱 익숙해지면 자연에 맞게 될 것이다. | ” |

## 출전
- 사마천, 《사기》 권47 공자세가·권67 중니제자열전
- 왕숙, 《공자가어》 권9 칠십이제자해